# Valéria Gyenge
Valéria Gyenge (Budimpešta, 3. travnja 1933.) je bivša mađarska plivačica.
Olimpijska je pobjednica u plivanju, a godine 1978. primljena je u Kuću slavnih vodenih sportova.